# 1013
| 1013               |
| ------------------ |
| Dødsfald - Fødsler |
|                    |

| Gregoriansk kalender | 1013 MXIII              |
| Ab urbe condita      | 1766                    |
| Armensk kalender     | 462 ԹՎ ՆԿԲ              |
| Kinesiske kalender   | 3709 – 3710 壬子 – 癸丑 |
| Etiopisk kalender    | 1005 – 1006             |
| Jødisk kalender      | 4773 – 4774             |
| Hindukalendere       |                         |
| - Vikram Samvat      | 1068 – 1069             |
| - Shaka Samvat       | 935 – 936               |
| - Kali Yuga          | 4114 – 4115             |
| Iransk kalender      | 391 – 392               |
| Islamisk kalender    | 403 – 404               |

Konge i Danmark: Svend Tveskæg 986/87-1014
Se også 1013 (tal)

## Begivenheder
- Svend Tveskæg erobrer England ved juletid i år 1013.